# Jurij Rovan
Jurij Rovan (né le 23 janvier 1975) est un athlète slovène, spécialiste du saut à la perche.

## Performances
Son meilleur saut est de 5,61 m, réalisé en juillet 2004 à Zagreb, (Croatie).